# Diana van der Vlis
Diana van der Vlis (9 de junio de 1935 - 22 de octubre de 2001) fue una actriz canadiense. 
Es conocida por sus personajes de "Dr. Nell Beaulac" en la telenovela del ABC  "Ryan's Hope" y 'Kate Hathaway Prescott' en la ópera de jabón CBS "Where the Heart Is" . Dos otros papeles en las telenovelas eran Sherry Rowan en '"Ryan's Hope" y Susan Carver Ames en  "The Secret Storm"
Van der Vlis estudió en la Royal Academy of Dramatic Arts (RADA) en Londres, y actuó en Canadá antes de mudarse a Nueva York en la primavera de 1956. Ella hizo su debut en Broadway junto a Walter Pidgeon en el éxito de El más feliz millonario . Sus posteriores producciones de Broadway incluyen papeles principales en Comes a Day, A Mighty Man is He, A Shot in the Dark, On an Open Road, and The Waltz of the Toreadors.
Diana apareció en las películas The Girl in Black Stockings , El hombre con visión de rayos X , El Incidente , The Swimmer and Lovespell . Ella también apareció en la película para televisión, Ghostbreakers.
Miss Van der Vlis fue artista invitado en numerosos programas de televisión en horario estelar, incluyendo  Kraft Theatre, Naked City, Tactic, U.S. Steel Hour, Dupont Show of the Month, Dupont Show of the Week, Alfred Hitchcock Presents, Great Ghost Tales, Brenner, Checkmate, East Side/West Side, Route 66, Dr. Kildare, Flipper, Mr. Broadway, The Defenders, 12 O'Clock High, The Invaders, The Man from U.N.C.L.E., T.H.E. Cat, The FBI, y  The Fugitive.

Ella era una ciudadana nacionalizada estadounidense y madre del actor Matthew Powers .
Fallece el 22 de octubre de 2001 causa de un paro cardíaco causado por una embolia pulmonar después de una breve enfermedad.
- Datos: Q5271327